# Mihael Gorenšek
Mihael Gorenšek, slovenski rokometaš, * 16. april 1982, Celje, Slovenija. 
Od leta 2011 živi na Norveškem, kjer igra za rokometni klub Runar Håndball.

## Dosežki
- 2002: 2. mesto U21 moško Evropsko prvenstvo
- 2003: 3. mesto U21 moško Svetovno prvenstvo
- 2004: 1. mesto Slovensko državno prvenstvo
- 2004: 1. mesto EHF Lige Prvakov
- 2004: 1. mesto EHF Pokal prvakov
- 2005: 1/2 finale EHF Lige prvakov
- 2006: 1/4 finale EHF Lige prvakov
- 2006: 1. mesto Slovensko državno prvenstvo
- 2007: EHF Liga prvakov - finalist
- 2004-2008: 1. mesto Slovensko državno prvenstvo
- 2010: 1. mesto Slovensko državno prvenstvo
- 2010: 1. mesto Slovenski državni pokal

## Referenčni
1. ↑  Sandefjords Blad, 25.5.17